# Lophocolea martiana
Lophocolea martiana là một loài rêu tản trong họ Lophocoleaceae. Loài này được Nees miêu tả khoa học lần đầu tiên năm 1845.